# گلنکو (نیومکزیکو)
گلنکو (به انگلیسی: Glencoe) یک منطقهٔ مسکونی در ایالات متحده آمریکا است که در نیومکزیکو واقع شده‌است. گلنکو ۱٬۷۴۸٫۹۶ متر بالاتر از سطح دریا قرار دارد.